# Parantica clinias
Parantica clinias is een vlinder uit de familie Nymphalidae, onderfamilie Danainae.
De wetenschappelijke naam van de soort is voor het eerst geldig gepubliceerd door Henley Grose-Smith in 1890.
De soort komt alleen voor in Papoea-Nieuw-Guinea. Hij staat op de Rode Lijst van de IUCN als kwetsbaar.